# Frekvensdetektor
Frekvensdetektor är en elektronisk krets som används för mätning av frekvens till exempel för frekvensmodulerade signaler inom telekommunikation. Kretsen lämnar en elektrisk spänning på sin utgång. Spänningen är beroende av frekvensen på insignalen.